# Elymus churchii
Elymus churchii är en gräsart som beskrevs av Julian J.N. Campbell. Elymus churchii ingår i släktet elmar, och familjen gräs. Inga underarter finns listade i Catalogue of Life.